# Острово (Болгария)
Острово (болг. Острово) — село в Болгарии. Находится в Разградской области, входит в общину Завет. Население составляет 2 214 человек.

## Политическая ситуация
В местном кметстве Острово, в состав которого входит Острово, должность кмета (старосты) исполняет Бехчет Мустафа Хадживели (Движение за права и свободы (ДПС)) по результатам выборов правления кметства.
Кмет (мэр) общины Завет — Ахтер Сюлейманов Велиев (ДПС) по результатам выборов в правление общины.